# سیارک ۱۲۹۱۶
سیارک ۱۲۹۱۶ (به انگلیسی: 12916 Eteoneus، نامگذاری:1998TL15) دوازده هزار و نهصد و شانزدهمین سیارک کشف شده‌است که در ۱۳ اکتبر ۱۹۹۸ کشف شد.
قدر مطلق سیارک برابر ۷۰.۷ است.